# سیارک ۱۰۲۲۳
سیارک ۱۰۲۲۳ (به انگلیسی: 10223 Zashikiwarashi، نامگذاری:1997UD11) ده هزار و دویست و بیست و سومین سیارک کشف شده‌است که در ۳۱ اکتبر ۱۹۹۷ کشف شد.
قدر مطلق سیارک برابر ۱۲٫۹۰ است.